# تپه گورستان گژینه
تپه قبرستان گژینه مربوط به سدهٔ ۵ تا ۷ ه.ق است و در شهرستان کوهدشت، بخش مرکزی، دهستان کوهدشت جنوبی، روستای گژینه ضرونی واقع شده و به این اثر در تاریخ ۶ اسفند ۱۳۸۵ با شمارهٔ ثبت ۱۷۶۰۱ به‌عنوان یکی از آثار ملی ایران به ثبت رسیده است.